# Vukosavlje
Vukosavlje (srbsky Вукосавље) je město a sídlo stejnojmenné opčiny v Bosně a Hercegovině v Republice srbské. Nachází se asi 2 km severozápadně od Modriče, 4 km jihozápadně od Odžaku a asi 178 km severně od Sarajeva. V roce 2013 žilo ve Vukosavlje 768 obyvatel, v celé opčině pak 4 667 obyvatel. Opčina města vznikla po Daytonské dohodě po odtržení částí měst Modriča a Odžak ve Federaci Bosny a Hercegoviny, přičemž vznikla nová opčina v Republice srbské.
Součástí opčiny je celkem 13 trvale obydlených sídel. Ačkoliv je střediskem opčiny město Vukosavlje, nachází se zde větší vesnice Jakeš.
- Ada 156
- Gnionica 535
- Jakeš 1 464
- Jezero 372
- Jošavica 149
- Kaluđer 5
- Modrički Lug 103
- Novo Selo 5
- Pećnik 237
- Potočani 243
- Srnava 452
- Vrbovac 5
- Vukosavlje 768

Okolo města prochází řeka Bosna.